# Ривас (Никарагуа)
Ри́вас (исп. Rivas) — город и муниципалитет в юго-западной части Никарагуа, административный центр департамента Ривас.

## Географическое положение
Город расположен на перешейке между озером Никарагуа и Тихим океаном. Абсолютная высота — 69 метров над уровнем моря.
Климат Риваса — тропический, со сравнительно коротким сухим сезоном, продолжающимся с января по апрель и длительным сезоном дождей, продолжающимся с мая по октябрь. Средние температуры на протяжении меняются незначительно, от 25,5 °C в январе до 27,7 °C — в мае. Годовая норма осадков составляет 1345 мм.

## История
11 апреля 1856 года в сражении у города Ривас высадившаяся на побережье Никарагуа армия наёмников У. Уокера была разбита войсками центральноамериканских государств. К 1892 году правительство страны организовало регулярное движение запряженных волами повозок по грунтовой дороге между городами Гранада и Ривас (общая протяженность этого маршрута составила 51 милю).
В 1899 году город являлся центром сельскохозяйственного района с населением 12 тыс. человек.
29 июля 1937 года была подписана конвенция о строительстве Панамериканского шоссе (которое было проложено от границы с Коста-Рикой через Ривас и Хинотепе к столице страны - что способствовало развитию поселения).
В 2021 году правительство Никарагуа приняло программу строительства в департаментах страны новых медицинских центров (один из которых начали строить в городе Ривас).

## Население
В 2013 году численность населения города составляла 33 267 человек.
Динамика численности населения города по годам:
| 1971   | 1995   | 2000   | 2005   | 2013   |
| ------ | ------ | ------ | ------ | ------ |
| 10 007 | 20 868 | 26 053 | 27 650 | 33 267 |

## Известные уроженцы
- Виотетта Барриос де Чаморро — никарагуанский политик, журналистка. Президент Никарагуа с 25 апреля 1990 по 10 января 1997.

## Города-побратимы
- Оффенбах, Германия